# Теорема Хопфа — Ринова
Теорема Хопфа — Ринова — теорема дифференциальной геометрии, доказанная Хайнцем Хопфом и его учеником Вилли Риновым. Опубликована последним в 1931 году.

## Формулировка
Для линейно связного риманова многообразия {\displaystyle M} следующие утверждения эквивалентны:
- {\displaystyle M} ― полно (то есть риманово многообразие полно как метрическое пространство);
- для каждой точки {\displaystyle p\in M} экспоненциальное отображение {\displaystyle \exp _{p}:T_{p}\to M} определено на всем {\displaystyle T_{p}} (где {\displaystyle T_{p}} ― касательное пространство к {\displaystyle M} в точке {\displaystyle p});
- каждое множество, ограниченное и замкнутое в {\displaystyle M}, компактно.

## Следствия
- Любые две точки {\displaystyle p} и {\displaystyle q} в линейно связном полном римановом многообразии можно соединить геодезической длины равной расстоянию между {\displaystyle p} и {\displaystyle q};
- Любая геодезическая в линейно связном полном римановом многообразии продолжается неограниченно.

## Вариации и обобщения
- Теорема Хопфа — Ринова верна для пространств с внутренней метрикой, не обязательно римановой (например, финслеровой)[2]: если {\displaystyle (X,\rho )} — локально компактное полное метрическое пространство с внутренней метрикой, то любое замкнутое ограниченное множество в {\displaystyle (X,\rho )} компактно. В частности любые две точки пространства {\displaystyle X} можно соединить кратчайшей.[3]
  - Это утверждение было обобщено на случай несимметричных метрик.[4]

- Теорема Хопфа — Ринова не верна в бесконечномерном случае[5], а также в случае псевдоримановых многообразий[6].
  - Более того, существуют компактные лоренцевы многообразия, не являющиеся геодезически полным, например тор Клифтона — Поля.